# Tipula dharma
Tipula dharma är en tvåvingeart som beskrevs av Alexander 1956. Tipula dharma ingår i släktet Tipula och familjen storharkrankar.
Artens utbredningsområde är Thailand. Inga underarter finns listade i Catalogue of Life.